# أنصار الفرقان
أنصار الفرقان هي منظمة مسلحة من البلوش السنة في إيران ، تنشط في سيستان وبلوتشستان ، تأسست في ديسمبر 2013م نتيجة اندماج بين حركة أنصار إيران و حزب الفرقان . تصنفها الحكومة الإيرانية كمنظمة إرهابية .
في 23 أبريل 2015م تم الإعلان عن مقتل زعيم أنصار الفرقان هشام عزيزي في عملية للقوات الأمنية الإيرانية جنوب محافظة سيستان وبلوتشستان في مدينة قصر قند .